# Credo datowane
Credo "datowane" – credo (wyznanie wiary) powstałe w Sirmium pod przewodnictwem Marka z macedońskiej Aretuzy.
Jego słowa wstępne brzmią:

Przedłożono to katolickie wyznanie wiary w obecności Pana naszego, najpobożniejszego i zwycięskiego Konstancjusza zawsze Augusta, kiedy konsulami byli najświetniejsi Euzebiusz i Hypacjusz Flawiuszowie, w Sirmium, w dniu 11 przed kalendami czerwcowymi...

Według kalendarza gregoriańskiego było to 22 maja 359 roku; od tej formuły wstępnej, tak dokładnie umiejscawiającej rzecz w czasie, przyjęło się je nazywać to credo "datowanym".
Było ono o tyle znaczące, gdyż łagodziło spór pomiędzy zwolennikami creda nicejskiego a arianami. Ci pierwsi uważali, że Chrystus jest homousios, czyli współistotny Ojcu, natomiast drudzy mówili, iż jest homojuzjos, to jest podobny co do istoty. Nowe credo rozwiązywało konflikt, wprowadzając sformułowanie Syn jest podobny Ojcu i nie wspominając nic o istocie.
Choć mogłoby się wydawać, że credo "datowane" zostało przyjęte entuzjastycznie, tym bardziej, iż był nim zainteresowany ówczesny August-Konstancjusz, syn Konstantyna Wielkiego, tak się jednak nie stało, pomimo toczonych sporów już od 325 roku, to jest od soboru nicejskiego. Nie przystali na nie zwolennicy creda nicejskiego, co doprowadziło do soboru w Konstantynopolu w 381 roku. W jego wyniku powstało nicejsko-konstantynopolitańskie wyznanie wiary.